# Fall in Love with Me
Fall in Love with Me is een single van R&B / funk band Earth, Wind & Fire, uitgebracht in januari 1983 op Columbia Records. De single bereikte nummer 4 in de VS  Billboard  'Hot R&B Singles en nummer 17 in de VS Billboard Hot 100 hitlijsten. Fall in Love With Me bereikte ook nummer 21 op de Nederlands Single Top 100 en nummer 18 op de Belgische Ultratop 50 Singles hitlijsten.

## Hitnotering
| Nummer | 46 | 21 | 29 | 25 | 25 | 31 | 34 | 45 |

| Nummer | 33 | 25 | 18 | 20 | 20 | 24 | uit |